# Análogo a la Tierra

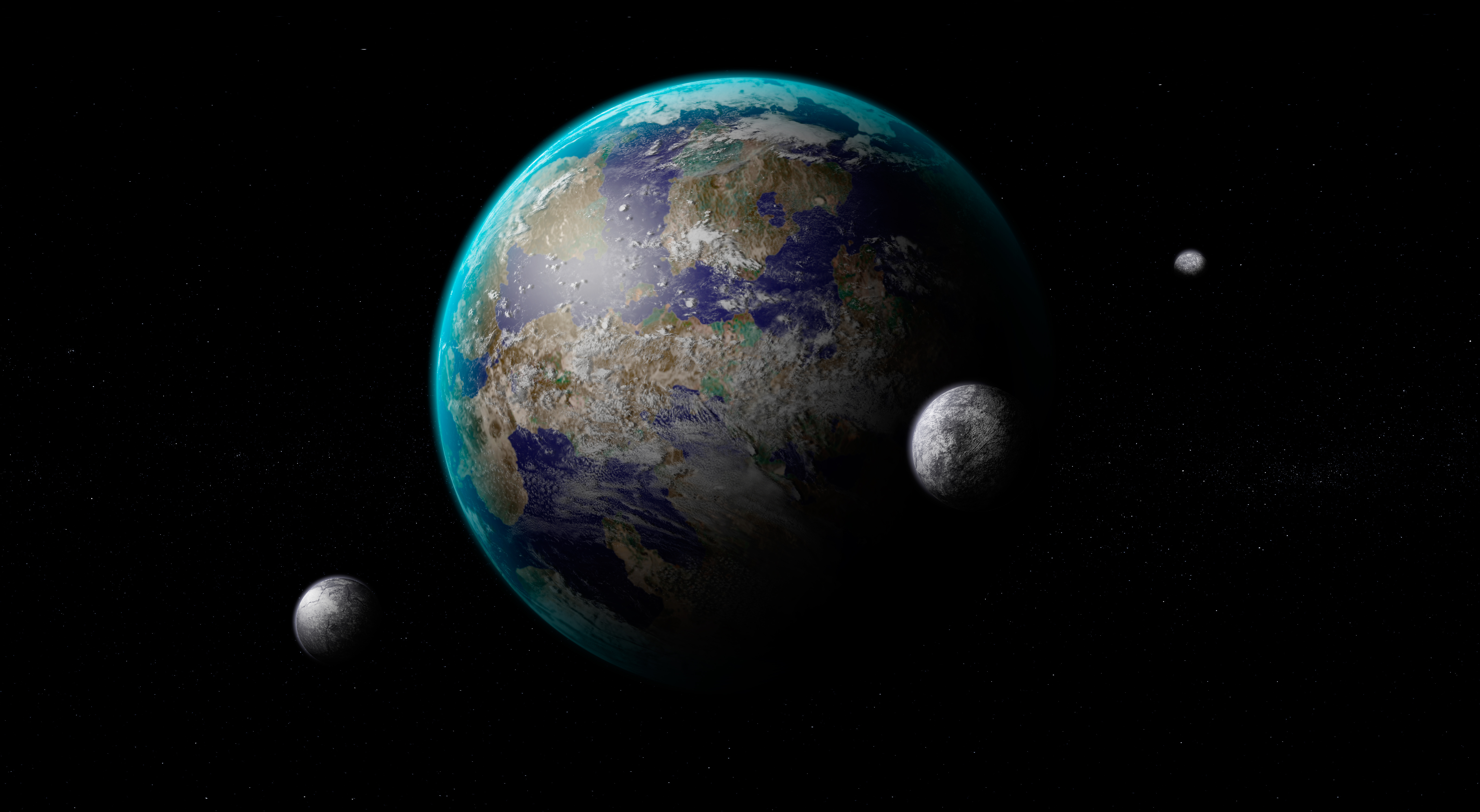
Representación Artística de un hipotético exoplaneta habitable con tres satélites naturales

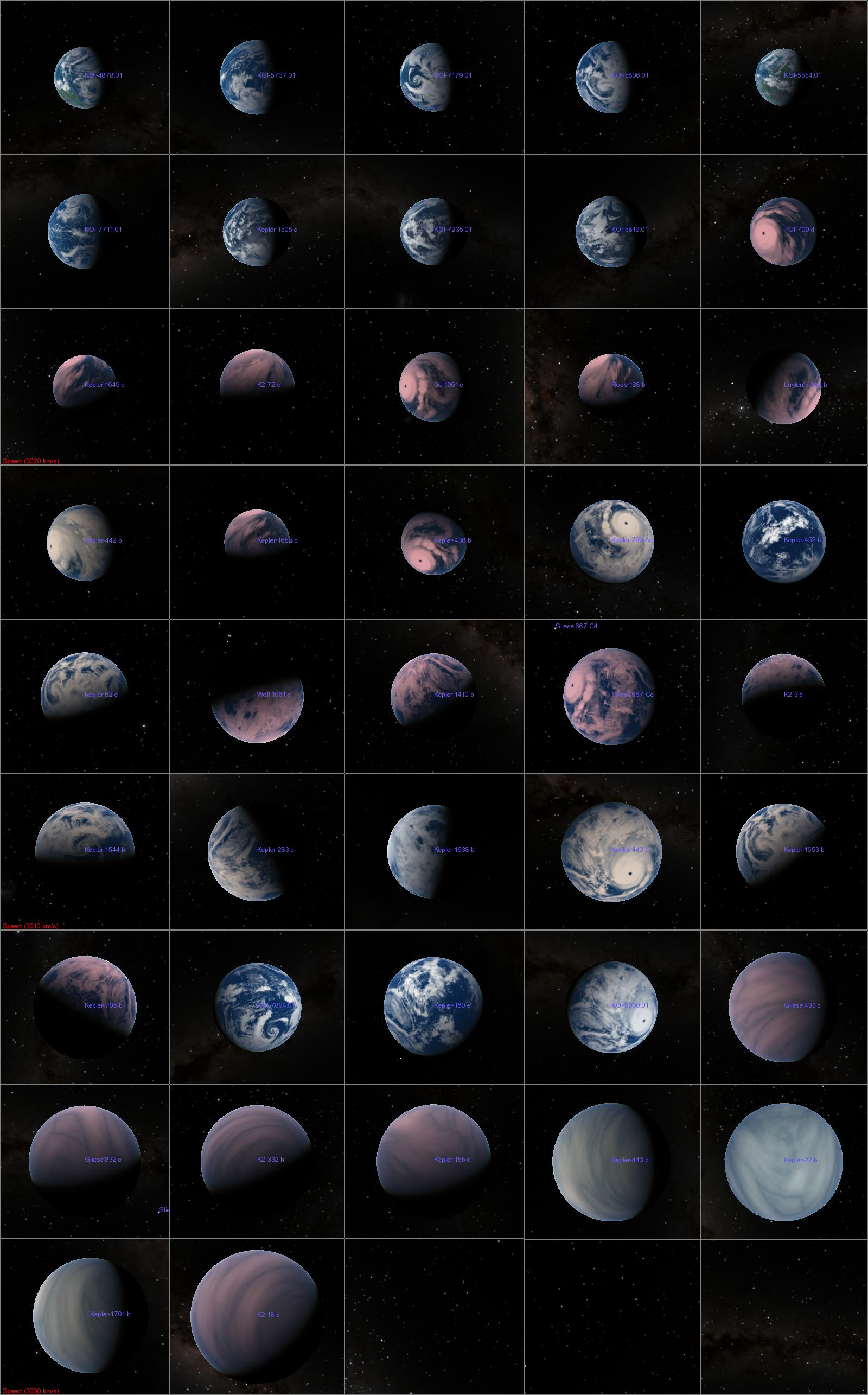
Representación artística en el programa de Celestia de 42 exoplanetas candidatos análogos terrestres con Índice de similitud con la Tierra del 98% al 70%

Un análogo a la Tierra —también llamado Tierra gemela, exotierra, segunda Tierra, Tierra alienígena, Tierra 2 o planeta tipo Tierra— es un planeta con condiciones similares a las encontradas en la Tierra. Para ser considerado un análogo terrestre, un cuerpo planetario debe orbitar alrededor de su estrella en la zona de habitabilidad del sistema —coloquialmente denominada zona «Ricitos de Oro»—, tener una masa y radio parecidos a los de la Tierra, contar con una composición atmosférica adecuada, pertenecer a una estrella similar al Sol y disponer del resto de rasgos básicos de nuestro planeta que permiten, en conjunción con los anteriores, la presencia de vida tal y como la conocemos.
Desde que los astrónomos Michel Mayor y Didier Queloz descubrieron en 1995 el primer exoplaneta orbitando una estrella similar al Sol, 51 Pegasi b, el gran objetivo de los expertos en exoplanetología ha sido hallar una segunda Tierra. En los años posteriores y hasta el lanzamiento del telescopio espacial Kepler, los descubrimientos eran mayoritariamente de gigantes gaseosos que orbitaban sus estrellas a distancias muy cortas, dadas las limitaciones de los instrumentos de la época. Esta clase de cuerpos, denominados jupíteres calientes, influyen en gran medida en sus estrellas y transitan con frecuencia, lo que facilitaba su detección y parecía apuntar una clara supremacía cuantitativa de este tipo de planetas frente al resto por sesgo. Con el tiempo, la mejora en las herramientas de investigación invirtió la tendencia, siendo evidente el predominio de cuerpos telúricos de masas similares a la terrestre por encima de aquellos de mayor tamaño.
Para clasificar los exoplanetas en función de su grado de parentesco con la Tierra, la NASA y el Instituto SETI han desarrollado un indicador, el Índice de Similitud con la Tierra (IST), que estima la semejanza en función de la masa, radio y temperatura de equilibrio estimada del cuerpo planetario. Desde el anuncio oficial de su descubrimiento el 6 de junio de 2015, los dos objetos con mayor IST del catálogo de exoplanetas confirmados son Kepler-438b (88 %) y Kepler-296e (85 %).
La posibilidad de encontrar análogos a la Tierra tiene especial interés para la humanidad, porque puede inferirse que a mayor semejanza entre un exoplaneta y la Tierra, mayor es la probabilidad de que sostenga vida extraterrestre e incluso una eventual civilización alienígena. Por esta razón, ha sido un tema tratado frecuentemente en el ámbito de la ciencia, el cine, la literatura y la filosofía. En última instancia, el descubrimiento y colonización de este tipo de planetas garantizaría la supervivencia de la humanidad ante catástrofes planetarias como la propia muerte del Sol.
En un futuro lejano, los humanos podrían producir artificialmente un análogo de la Tierra mediante el proceso hipotético de la terraformación.

## Criterios

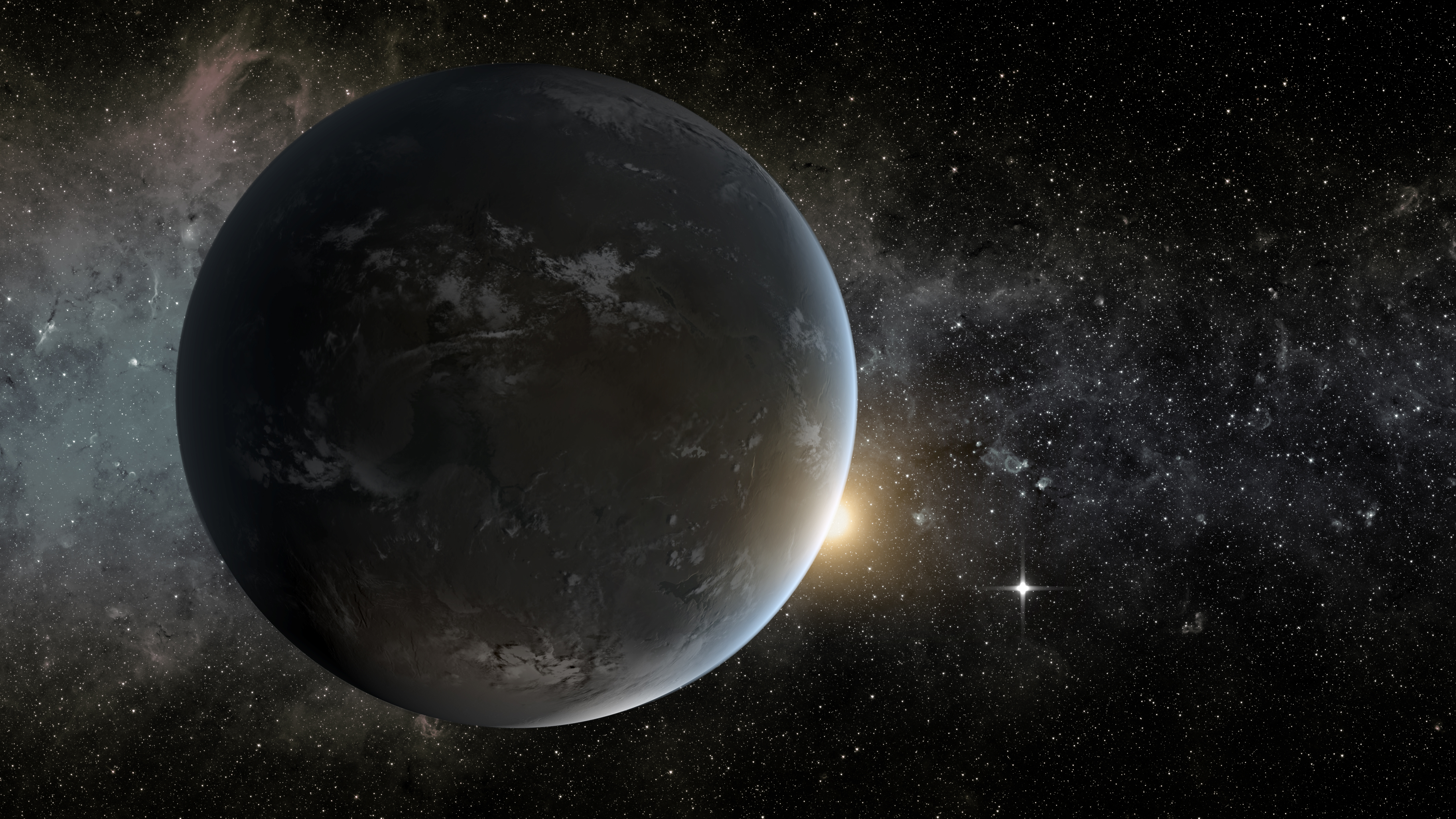
Recreación de Kepler-62f, uno de los exoplanetas confirmados con mayor Índice de Similitud con la Tierra (IST)

A pesar de la extensa variedad de criterios que podrían ser considerados para estimar el grado de similitud con la Tierra de un objeto planetario, los medios actuales solo permiten la observación de un número limitado por el obstáculo que representan las distancias cósmicas. La información disponible, más allá de la estricta confirmación de la existencia del planeta-objetivo, se limita al tamaño, masa y distancia orbital respecto a su estrella —así como las características básicas de la misma, que incluyen la metalicidad—. De este último punto se deduce una temperatura de equilibrio para el objeto, a la que se añade los efectos de una atmósfera y albedo similares a los de la Tierra para inferir su temperatura media superficial. Además, la velocidad de escape, radio, densidad y temperatura de equilibrio permiten calcular el Índice de Similitud con la Tierra o IST del exoplaneta para estimar su grado de parentesco. Dado que el IST indica la semejanza de un cuerpo planetario con la Tierra, cualquier planeta que registre un valor elevado en este baremo es, por definición, un análogo a la Tierra.
Sin embargo, un alto IST no supone necesariamente la habitabilidad de un exoplaneta. Venus es, con diferencia, el cuerpo planetario más hostil para la vida de todo el sistema solar interior, con una temperatura media de 467 °C y una presión atmosférica superficial de 93 atm. Como resultado, su índice de similitud es del 37 %, a pesar de que su radio medio, densidad aparente y velocidad de escape son muy similares a los de la Tierra. Si la temperatura real de Venus fuese estimada en función de la distancia respecto al Sol, como ocurre con los exoplanetas descubiertos, su índice de similitud sería mucho mayor. Así pues, un exoplaneta con un IST próximo al 100 % puede presentar un efecto invernadero desbocado parecido al venusiano, carecer de atmósfera o estar anclado por marea a una enana roja fulgurante que inunde cíclicamente su superficie con altísimos niveles de radiación ultravioleta. Incluso sin pertenecer a un sistema estelar de este tipo, es posible que el planeta carezca de una magnetosfera que lo proteja frente a los vientos estelares, lo que impediría la formación de una capa de ozono.
Por tanto, los rasgos que determinan si un planeta es un análogo a la Tierra van más allá de los considerados en el cálculo del IST, incluyendo también la composición atmosférica, el tipo de estrella a la que pertenece y cualquier otro que influya significativamente en las condiciones del planeta:

### Tamaño

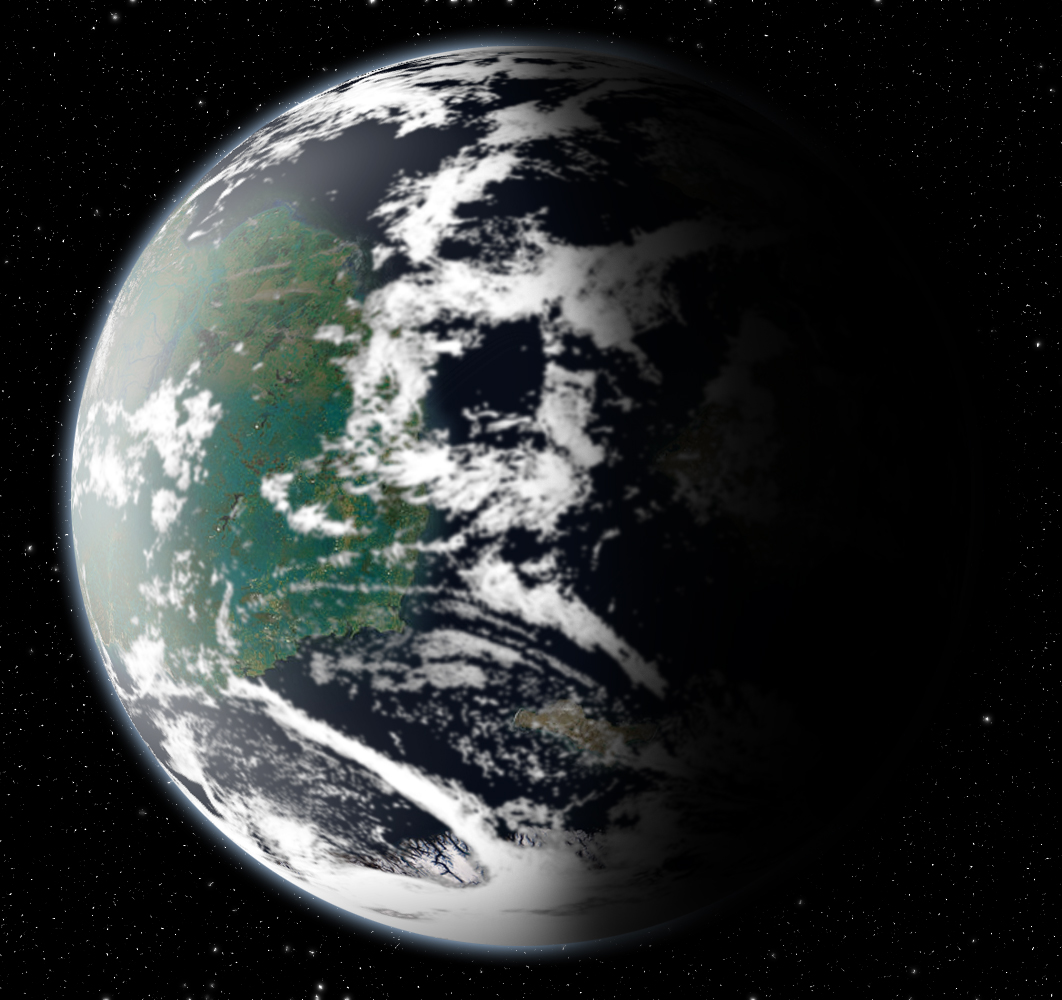
Impresión artística de un exoplaneta ubicado en la zona de habitabilidad de una estrella tipo F. A causa del tipo de luz estelar, la vegetación adoptaría tonos verdes azulados.

La gravedad de un planeta es directamente proporcional a su masa. Un exoplaneta poco masivo no tendrá la suficiente atracción gravitatoria como para retener su atmósfera primigenia y, en caso de disponer de agua líquida en su superficie, perderá lentamente todo su hidrógeno, convirtiéndose en un planeta desierto como Marte. En el caso opuesto, un planeta terrestre demasiado masivo puede tener una atmósfera excesivamente densa similar a la de Venus, que bloquee la luz estelar e impida su paso a la superficie o que provoque un efecto invernadero descontrolado. Por esta razón, los expertos centran su búsqueda de análogos a la Tierra en aquellos exoplanetas con masas comprendidas entre 0.8-1.9 M⊕ y radios de entre 0.5-2.0 R⊕.
No obstante, el margen real puede ser incluso más restrictivo. Los estudios del equipo de Courtney Dressing, del Centro de Astrofísica Harvard-Smithsonian (CfA), indican que existe un límite fijado en 1.6 radios terrestres (R⊕) por debajo del cual prácticamente todos los planetas presentan una composición de roca-hierro similar a la de Venus y la Tierra. Estas investigaciones demuestran que la densidad media de los cuerpos planetarios decrece a medida que aumenta su radio a partir de dicho límite, lo que supone un incremento sustancial en las concentraciones de agua u otros compuestos volátiles. No obstante, del estudio se desprende que, en general, los objetos con una masa por debajo de las 6 masas terrestres (M⊕) tienen altas probabilidades de registrar una composición parecida a la de la Tierra.
Durante la conferencia que anunció el descubrimiento de Kepler-62e y Kepler-62f, el investigador Bill Borucki, del Centro de Investigación Ames de la NASA, y el profesor Dimitar Sasselov, de la Universidad de Harvard, publicaron las predicciones de los modelos informáticos aplicados a estos planetas, que indicaban que posiblemente fuesen mundos oceánicos. Las investigaciones parecen indicar que los planetas-océano representan un estado de transición entre los cuerpos telúricos con tierras emergidas como nuestro planeta y los de tipo minineptuno, habitual en sistemas en los que otros objetos con órbitas inferiores hayan reunido la mayor parte de los elementos pesados disponibles en el disco protoplanetario durante el proceso de formación. Esto puede ser especialmente significativo en planetas situados en la zona de habitabilidad de enanas rojas, ya que pueden llegar a acumular 25 veces más agua que la Tierra. Sin embargo, no hay razones que comprometan el potencial de los planetas-océano para albergar vida.
El tamaño de un exoplaneta también influye en su campo magnético y en su tectónica de placas. Las supertierras y las megatierras pueden presentar condiciones internas muy distintas a las de la Tierra y no hay una opinión consensuada sobre la probabilidad de que cuenten con procesos geológicos de este tipo. Algunos modelos apuntan a que la tectónica de placas es un proceso poco activo en las supertierras, mientras que otros implican que se trata de un fenómeno común, incluso si el planeta carece de agua.

### Temperatura

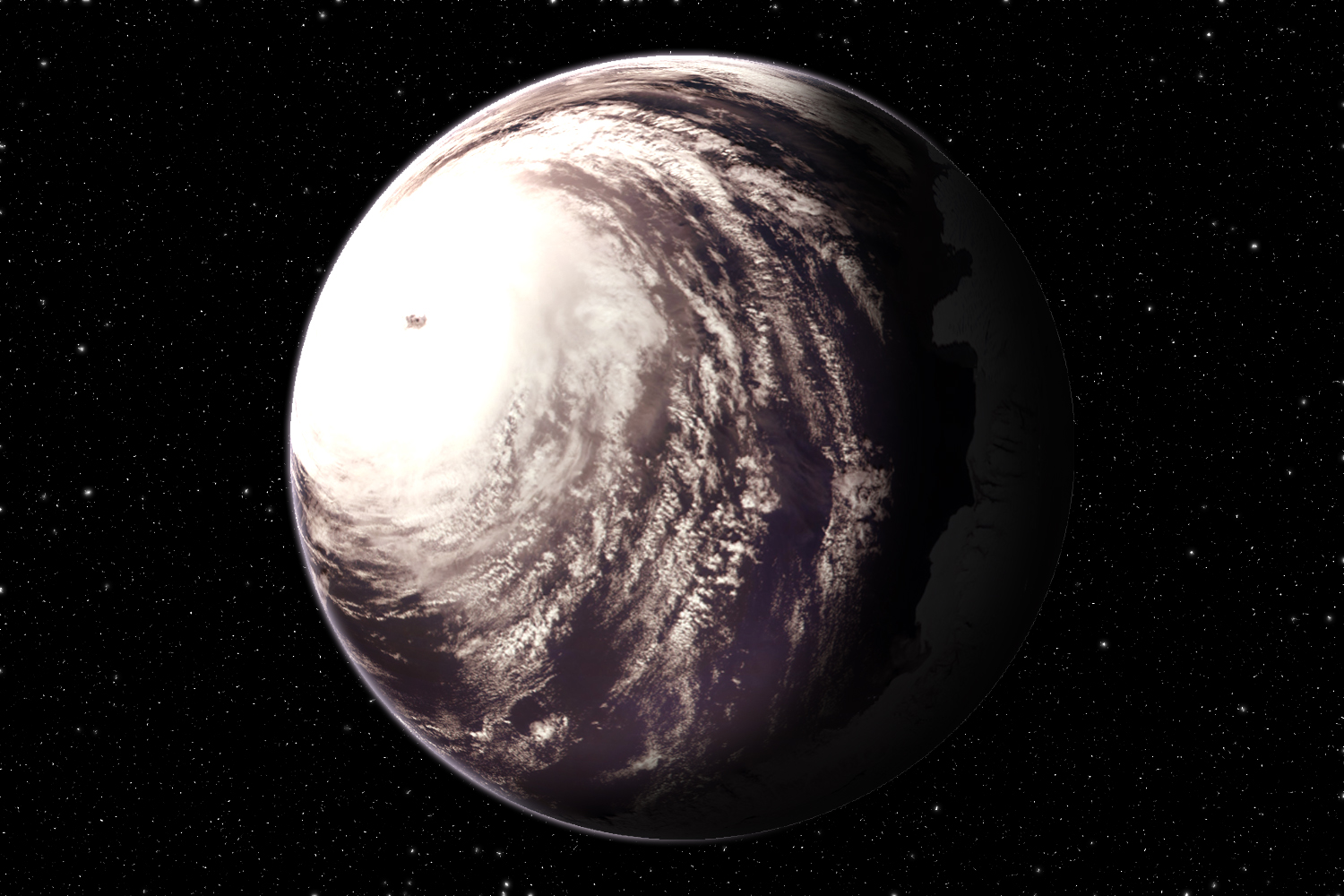
Posible aspecto de un planeta océano situado en la zona de habitabilidad de una enana roja

Hay varios factores que pueden determinar la temperatura de un planeta. Además de la distancia respecto a su estrella y la luminosidad de esta, también influyen su albedo, densidad y composición atmosférica —especialmente el porcentaje de gases de efecto invernadero—, así como un posible acoplamiento de marea. Tal y como se sospecha que ocurrió en la Tierra durante el Período Criogénico, es probable que una temperatura media ligeramente inferior a la terrestre conlleve una mayor extensión de los casquetes polares y, en consecuencia, del albedo del planeta. En última instancia, la cantidad adicional de luz reflejada al espacio dará lugar a un descenso de las temperaturas y a un aumento en la extensión de las capas de hielo, iniciando así un proceso retroalimentativo que culminará en una glaciación global permanente.
Del mismo modo, una composición atmosférica con mayor presencia de gases de efecto invernadero que la Tierra puede desencadenar una acumulación descontrolada similar a la de Venus. A diferencia de un ciclo de glaciación global, al que la propia actividad volcánica del planeta puede poner fin, es muy difícil que las condiciones del propio exoplaneta o de su sistema cambien lo suficiente como para escapar a una situación de efecto invernadero desbocado. Con frecuencia, aquellos cuerpos más masivos que la Tierra que orbitan en el límite interno de la zona habitable de su estrella son catalogados como supervenus y no como supertierras.
El anclaje por marea es otro de los factores que pueden influir sustancialmente en la temperatura de un planeta. Ocurre típicamente en estrellas de tipo M y K-tardío en los que, a causa de su menor luminosidad, la zona de habitabilidad se encuentra muy próxima al astro. Como resultado, cualquier exoplaneta que orbite a una estrella de este tipo en su zona habitable estará más expuesto a la gravedad estelar y podría presentar acoplamiento de marea, es decir, tener un hemisferio constantemente expuesto a su luz y otro en perpetua oscuridad. Además de la mayor exposición a la actividad estelar por motivo de la proximidad, el acoplamiento puede cambiar la dinámica interna del exoplaneta y acabar con su magnetosfera, exponiéndolo a los vientos estelares. Es de esperar que estos cuerpos registren grandes diferencias de temperatura entre el hemisferio diurno y el nocturno que pueden desencadenar la congelación de toda su agua y atmósfera en la cara nocturna, si el planeta no cuenta con una atmósfera lo suficientemente densa como para repartir eficazmente el calor. No obstante, si no se cumple ninguno de estos supuestos, deberían de darse temperaturas moderadas en la zona del crepúsculo del planeta que permitiesen su habitabilidad.
Es probable que se registren temperaturas más estables en planetas que orbiten a análogos solares en su zona habitable, ya que se encuentran lo suficientemente alejados de sus estrellas como para presentar anclaje por marea. Además, el tamaño de la zona de habitabilidad es directamente proporcional a la luminosidad de la estrella, siendo más amplia cuanto mayor sea la misma. En noviembre de 2013, los datos de la misión Kepler permitieron a los astrónomos estimar el número de exoplanetas de masa terrestre que orbitan a una estrella análoga al Sol en su zona de habitabilidad en 11 000 millones, solo en nuestra galaxia.
La propia vida es en sí misma un factor de habitabilidad, moderando y estabilizando la temperatura del planeta mediante mecanismos como la actividad fotosintética, que permitió la aparición de los organismos aerobios en la Tierra. Existe un amplio consenso entre la comunidad científica a favor de la evolución de las especies como ley universal, por lo que cabe esperar que tal y como sucedió en la Tierra, los organismos simples puedan modificar las condiciones de habitabilidad planetaria —especialmente la temperatura y la composición atmosférica—, permitiendo la aparición de otras formas de vida.

### Estrella

Clasificación de Morgan-Keenan

Las características de una estrella determinan las condiciones presentes en un sistema planetario. Las más masivas y luminosas —tipo O y similares— producen un efecto fotoevaporación que impide la formación de planetas, por lo que es prácticamente imposible encontrar análogos a la Tierra orbitando a cuerpos estelares de este tipo. Además, la vida de un cuerpo estelar es inversamente proporcional a su masa y es posible que incluso en estrellas tipo A y F la vida no disponga de tiempo suficiente para evolucionar.
En el otro extremo, las más pequeñas —enanas rojas y naranjas tipo K-tardío— cuentan con una zona habitable muy pequeña y próxima a ellas. Esta cercanía puede suponer que cualquier exoplaneta situado a una distancia adecuada para que exista agua líquida sobre su superficie se encuentre anclado por marea, ofreciendo siempre una misma cara a su estrella. A su vez, la dinámica de las enanas rojas es muy distinta a la solar, presentando bruscos descensos e incrementos de luminosidad que afectarían en gran medida a cualquier forma de vida presente en el sistema. Los efectos pueden ser aún más perjudiciales si se trata de estrellas fulgurantes, un estado que parece ser común en los primeros miles de millones de años de los astros de este tipo. La posible existencia de vida en planetas que orbiten a estrellas de esta clase es objeto de debate y de gran interés para la astrobiología, ya que son las más comunes y longevas, y su estabilidad aumenta a medida que envejecen. Las enanas naranjas de tipo K podrían ser ideales para el desarrollo de la vida, por presentar las mismas ventajas que las de tipo M y K-tardío sin sus inconvenientes.
Otro de los factores a considerar es la metalicidad de la estrella. Aquellas con valores muy bajos serán pobres en elementos pesados, al igual que su sistema, afectando notoriamente a la composición de los planetas que puedan formarse a su alrededor. Según autores como G. González, P. Ward y D. E. Brownlee, la metalicidad estelar varía en función de la región de la galaxia, dando lugar a lo que denominaron zona galáctica habitable. En la Vía Láctea, esta región formaría un anillo entre 4 y 10 kpc del centro galáctico. Más cerca del núcleo de la galaxia, la exposición a supernovas y otros eventos cósmicos altamente energéticos impedirían la presencia de formas de vida complejas, y más lejos la metalicidad sería demasiado débil como para permitir la formación planetaria.
Como resultado, se espera que los análogos a la Tierra pertenezcan a análogos solares, es decir, con una masa, tamaño y metalicidad similares a los del Sol, o a estrellas tipo K.

### Composición atmosférica

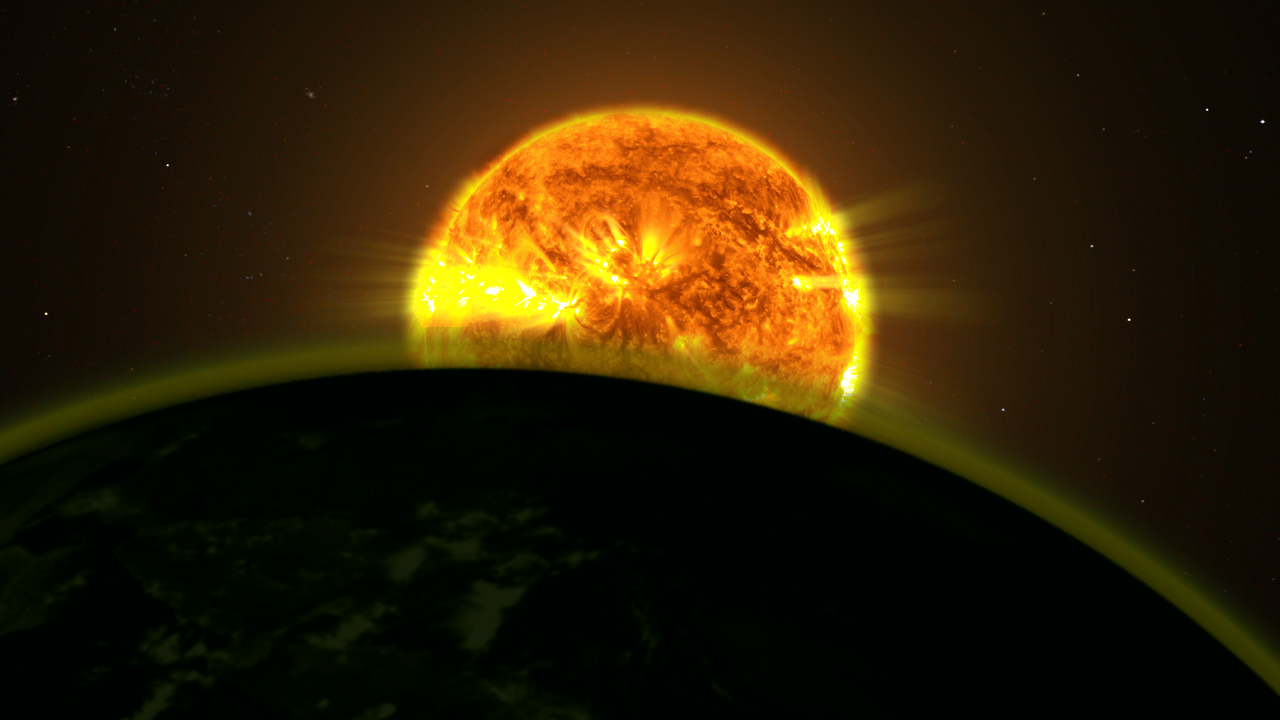
Ilustración artística de un exoplaneta con señales de agua en su atmósfera

Los principales componentes de la atmósfera de la Tierra son muy comunes en el universo. Es probable que todos los planetas cuenten o hayan contado en algún momento de su historia con una atmósfera más o menos densa compuesta parcial o totalmente de hidrógeno, oxígeno, nitrógeno y/o compuestos químicos derivados de ellos, como el dióxido de carbono, metano, vapor de agua, etc. La atmósfera terrestre se compone principalmente de nitrógeno (78 %) y oxígeno (21 %), como consecuencia de la actividad fotosintética. La composición atmosférica de la Tierra ha variado sustancialmente con el paso del tiempo, como tras la Gran Oxidación, alterando significativamente las condiciones superficiales del planeta. Es posible que, tal y como se sospecha que ocurrió en la Tierra, surjan microorganismos en océanos extraterrestres que den lugar a otros capaces de realizar la fotosíntesis, en un proceso de convergencia evolutiva. Con el paso del tiempo, podrían modificar la composición de la atmósfera y adecuarla a organismos complejos.
Se suele considerar al oxígeno molecular (O2) y a su subproducto fotoquímico, el ozono (O3), como las biofirmas atmosféricas más sólidas —es decir, como los mejores indicadores del origen orgánico del oxígeno presente en el ambiente—. Sin embargo, la fotólisis del agua por la radiación ultravioleta, seguida del escape hidrodinámico del hidrógeno, puede desencadenar una acumulación de oxígeno en la atmósfera de planetas cercanos a su estrella sometidos a un efecto invernadero descontrolado. Se creía que en aquellos cuerpos situados en la zona de habitabilidad, la fotólisis del agua estaría fuertemente limitada por trampas de frío de vapor de agua en la atmósfera baja. Sin embargo, la extensión de la trampa de frío depende en gran medida de la cantidad de gases no condensables —como el nitrógeno y el argón— presentes en la atmósfera. En ausencia de estos gases la probabilidad de una acumulación de oxígeno depende también de la historia de acreción del planeta, química interna, dinámica atmosférica y rasgos de su órbita. Por lo tanto, el oxígeno en sí mismo no representa una biofirma robusta. El ratio de nitrógeno y argón a oxígeno podría detectarse estudiando las variaciones de la radiación infrarroja con la fase orbital o por espectroscopia  de transmisión en conjunción con el análisis de la dispersión de Rayleigh durante un tránsito astronómico en un cielo despejado y una atmósfera libre de aerosoles.
Los medios actuales carecen de la precisión necesaria para realizar estos estudios espectroscópicos en exoplanetas de masa terrestre que orbiten a sus estrellas en la zona habitable. La puesta en marcha de algunos telescopios terrestres y orbitales proyectados para un futuro cercano permitirá resolver algunas de las incógnitas planteadas, estudiando la composición atmosférica de los potenciales análogos terrestres y confirmando —o descartando— la presencia de vida.

### Otros factores

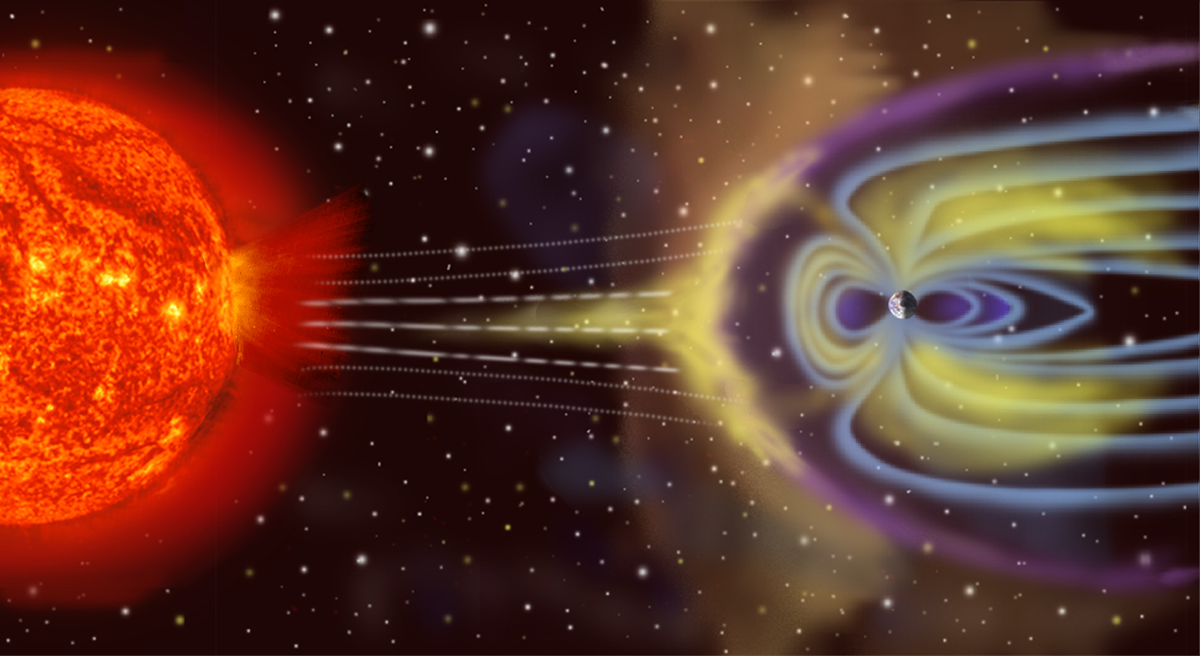
Imagen artística de la magnetosfera terrestre y su interacción con el viento solar.

Más allá de los rasgos básicos que se presuponen a un análogo a la Tierra, existen otros múltiples factores a considerar que podrían alterar significativamente las condiciones de habitabilidad de un exoplaneta, como la presencia de un campo magnético que lo proteja frente a los vientos estelares. La magnetósfera de la Tierra nace de la separación del núcleo de la Tierra en diferentes capas. El núcleo externo se compone principalmente de hierro fundido de alta conductividad que genera el magnetismo mediante la ley de Ampère. Exoplanetas con masa, densidad, composición y rotación similares a los de la Tierra deberían presentar un campo magnético equivalente. Sin embargo, la mayor masa de las supertierras puede producir altas presiones con grandes viscosidades y altas temperaturas de fusión, que impidan la separación del interior en diferentes capas —resultando en mantos indefinidos sin un núcleo determinado—. En tales casos, el óxido de magnesio, que es rocoso en la Tierra, puede encontrarse en estado líquido en el interior de las supertierras, generando un campo magnético. En planetas anclados por marea a sus estrellas, la ausencia de rotación puede impedir la formación de una magnetosfera, y la consiguiente exposición a los vientos estelares podría expulsar todo su hidrógeno al espacio y convertirlos en planetas-desierto.
Las catástrofes acaecidas a lo largo de la historia del exoplaneta pueden modificar sus condiciones de habitabilidad. Incluso cumpliendo con el resto de criterios clave, una colisión con un protoplaneta durante la formación del sistema puede alterar significativamente la inclinación del eje y la velocidad de rotación del plantea, como se sospecha que ocurrió en Venus y Urano, y ocasionar la pérdida de la magnetosfera. De igual modo, la órbita del sistema alrededor de la galaxia puede aproximarlo a estrellas masivas que se encuentren al final de la secuencia principal y a punto de estallar en forma de supernova, despojando al planeta de su hipotética ozonosfera —e incluso, en casos extremos, de la mayor parte de su atmósfera—. Hay un sinfín de eventualidades que pueden acabar con la aptitud para la vida del planeta, aunque su masa y temperatura de equilibrio sugieran lo contrario. Nuevamente, el análisis de su atmósfera despejaría las dudas al respecto.

## Investigación

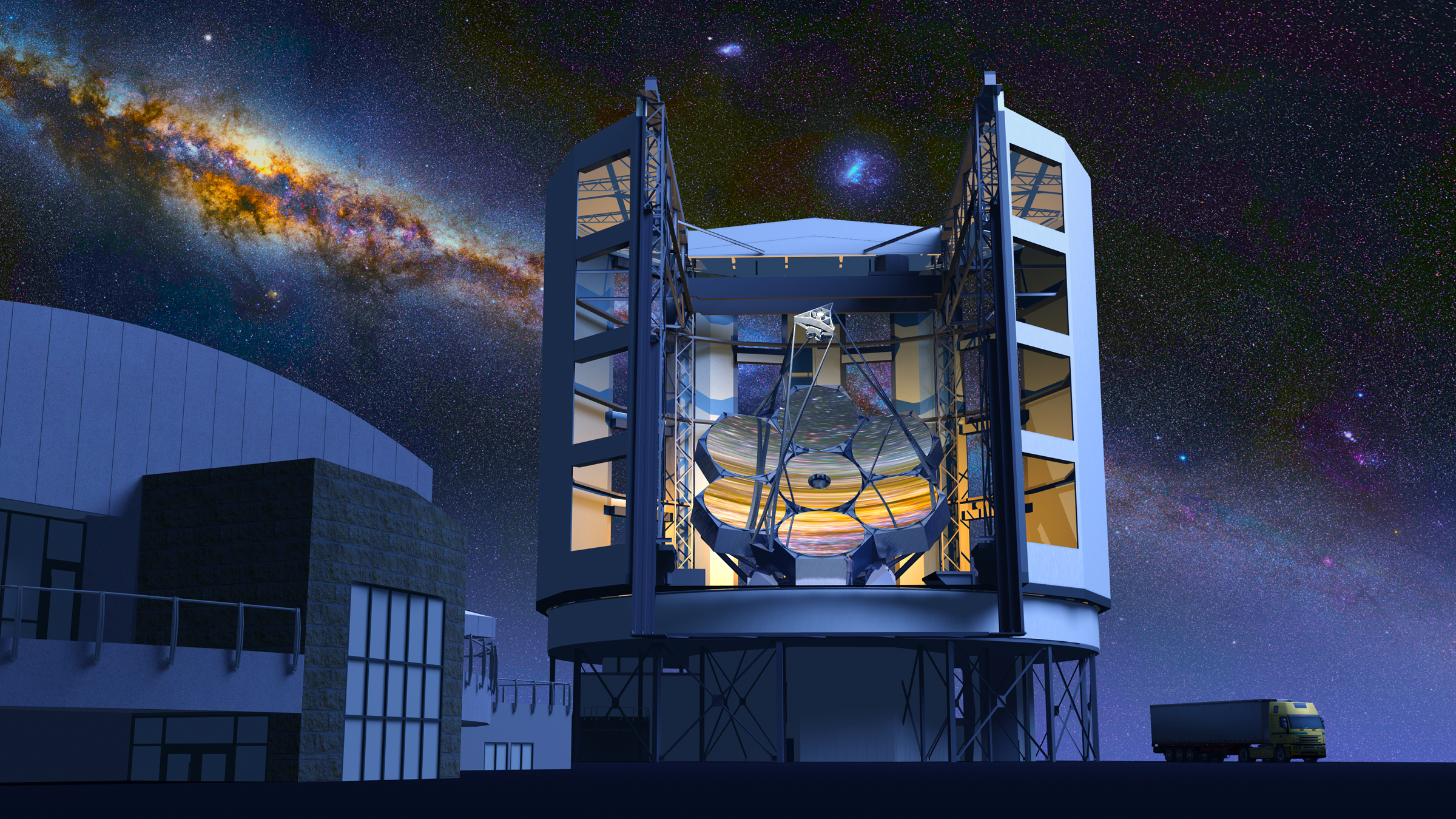
Telescopio Gigante de Magallanes (GMT)

Los primeros exoplanetas detectados con posibilidades de albergar vida eran principalmente supertierras como Gliese 581 d, Gliese 581 g y Gliese 667 Cc. En todos los casos, pertenecían a enanas rojas y tenían órbitas muy reducidas, lo que permitía detectar con facilidad las oscilaciones de su estrella. Con independencia de los problemas para la vida derivados de su masa elevada, estos planetas se encuentran casi con total seguridad anclados por marea a sus estrellas. Su habitabilidad potencial aún es objeto de estudio.
El perfeccionamiento en los métodos de detección de exoplanetas en los últimos años, gracias a herramientas como el telescopio espacial Kepler, ha supuesto una revolución en el ámbito de la astronomía. En menos de una década, los hallazgos han pasado de centrarse en jupíteres calientes a supertierras y, en última instancia, a objetos de masa terrestre. Tales avances han despertado un interés inusitado en la búsqueda del primer gemelo de la Tierra y las principales agencias aeroespaciales del mundo se han volcado en proyectar misiones cada vez más ambiciosas capaces de hallar un análogo terrestre. La crisis económica global de 2008 y los consecuentes recortes gubernamentales han puesto freno a algunos de estos proyectos, obligando a posponerlos indefinidamente o a reemplazarlos por alternativas más económicas.
Entre los proyectos cancelados o pospuestos indefinidamente destacan el Proyecto Espacial Darwin de la ESA y el Terrestrial Planet Finder de la NASA. Estos telescopios espaciales habrían tenido la capacidad de detectar exoplanetas de masa similar a la Tierra y de estudiar sus atmósferas, pudiendo encontrar biofirmas que corroborasen la presencia de vida.
Los principales proyectos en curso de observatorios terrestres y orbitales capaces de aportar nueva información sobre planetas similares a la Tierra son:
| Tipo       | Nombre      | Primeras observaciones | Notas |
| ---------- | ----------- | ---------------------- | --- |
| Terrestres | GMT         | 2021                   | Con siete espejos principales de 8.4 m, se centrará en la localización y caracterización de nuevos exoplanetas. |
| Terrestres | TMT         | 2022                   | Sus espejos segmentados sumarán 30 m de diámetro y aportarán una capacidad de detección exoplanetaria sin precedentes entre los telescopios terrestres. |
| Terrestres | E-ELT       | 2024                   | Con 39 m de diámetro, permitirá la caracterización precisa de exoplanetas de masa similar a la terrestre. |
| Orbitales  | TESS        | 2018                   | Cubrirá un área del cielo al menos 400 veces superior a cualquier misión previa. Se centrará en detectar planetas de un tamaño similar a la Tierra. |
| Orbitales  | CHEOPS      | 2018                   | Como el Kepler, descubrirá nuevos exoplanetas mediante la detección de sus tránsitos, pero enfocando a cada estrella individualmente. De este modo, podrá identificar la masa y radio de los exoplanetas de forma precisa, y aportar información sobre la relación entre la densidad de los planetas y su tamaño. |
| Orbitales  | JWST        | 2019                   | Identificará y caracterizará exoplanetas con más precisión que el Kepler. Permitirá estudiar las atmósferas de supertierras cercanas en busca de componentes que indiquen la presencia de vida. |
| Orbitales  | PLATO       | 2022-2024              | Como el Kepler, el Cheops y el TESS, empleará el método de tránsito en la detección exoplanetaria. El objetivo de la misión es encontrar y caracterizar un gran número de sistemas planetarios cercanos. |
| Orbitales  | WFIRST-AFTA | 2024                   | Contará con un espejo del mismo diámetro que el del Hubble pero con un campo de visión 200 veces mayor. |
| Orbitales  | ATLAST      | 2025                   | Con un diámetro de casi 17 metros, podrá estudiar al detalle exoplanetas de masa terrestre que pertenezcan a la zona habitable de sus estrellas, incluyendo un análisis preciso de sus atmósferas. |
| Orbitales  | HDST        | 2030-2040              | Identificará varias decenas de exoplanetas similares a la Tierra y estudiará sus atmósferas, ofreciendo una precisión entre 100 y 1000 veces superior a la del Hubble. |

## Descubrimientos
La puesta en funcionamiento del telescopio Kepler ha incrementado exponencialmente el ritmo de descubrimientos exoplanetarios. La actualización de la base de datos de la NASA del 10 de mayo de 2016 eleva la cifra de exoplanetas confirmados a 3264 y a 4696 el número de candidatos en espera de confirmación. Las observaciones del Kepler han permitido descartar el sesgo producido por los métodos de detección anteriores, indicando un claro predominio de los planetas terrestres sobre los gigantes gaseosos.
Estos descubrimientos han influido en gran medida en la astrobiología, en los modelos de habitabilidad planetaria y en la búsqueda de vida extraterrestre. La NASA y el Instituto SETI han propuesto la clasificación de los análogos terrestres en función de un baremo, el Índice de Similitud con la Tierra (IST), que parte de la masa, radio y temperatura de un planeta para estimar su grado de parentesco con la Tierra. Así, un IST elevado indica un alto grado de semejanza con nuestro planeta y posiblemente unas condiciones adecuadas para la vida tal y la como la conocemos. Kepler-438b (88 %) y Kepler-296e (85 %) ocupan los primeros puestos de la lista de exoplanetas confirmados en función de su IST, aunque hay candidatos a la espera de confirmación oficial con una puntuación incluso mayor: KOI-4878.01 (98 %), KOI-3456.02 (93 %) y KOI-5737.01 (90 %). KOI-4878.01 podría ser el primer auténtico gemelo de la Tierra.
El 23 de julio de 2015 la NASA confirmó el descubrimiento de Kepler-452b, el primer exoplaneta hallado con un IST superior al 80 % que pertenece a una estrella similar al Sol. Dado que el tipo estelar no se considera en el cálculo del IST y que su radio, de 1.63 R⊕, supera con creces el tamaño de la Tierra; ocupa el quinto puesto entre los planetas con mayor índice de similitud —junto a Kepler-62e—. Sin embargo, los expertos de la NASA y sus propios descubridores consideran a Kepler-452b como «lo más cercano a un análogo a la Tierra descubierto por el momento» en función de su tamaño, órbita y estrella; aunque no descartan la posibilidad de que se trate de un planeta océano o de un mundo gaseoso.
El telescopio Kepler, autor del descubrimiento, debe su éxito en el hallazgo de nuevos planetas a su precisión y al enfoque en los tránsitos planetarios como principal método de detección. El empleo de este método hace que los análogos terrestres que transitan con mayor frecuencia —es decir, los que pertenecen a enanas rojas y naranjas, más pequeñas que el Sol y con zonas de habitabilidad más próximas a ellas—, sean más fáciles de confirmar. Por el contrario, los que pertenecen a estrellas similares al Sol suelen ser más difíciles de detectar y la probabilidad de que las señales percibidas sean erróneas es relativamente alta. Kepler-452b es una de las pocas excepciones en las que un exoplaneta perteneciente a una estrella de este tipo no acaba siendo catalogado como un falso positivo, como ocurrió con KOI-5123.01 y KOI-5927.01. Por tanto, es posible que la existencia de KOI-4878.01 termine siendo descartada.

### Confirmados
La clasificación de los diez exoplanetas confirmados con mayor IST y sus características estimadas en comparación con la Tierra son las siguientes:

#### Descripción de los campos
Los principales criterios evaluados son:

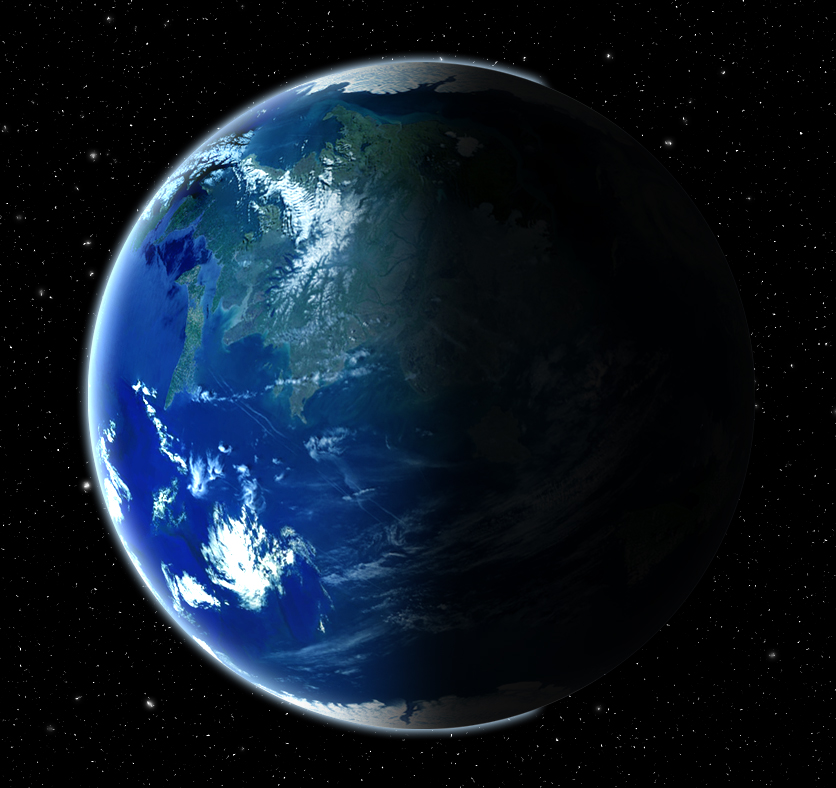
Posible aspecto de un análogo a la Tierra.

- IST (Índice de Similitud con la Tierra): Compara la similitud con la Tierra en una escala de 0 a 1, donde el 1 representa unos valores idénticos a la Tierra en los criterios evaluados. El IST depende del radio, la densidad, la velocidad de escape y la temperatura de equilibrio del planeta.[24]
- SPH (Standard Primary Habitability): Indica la aptitud de un planeta para la presencia de vida vegetal. Varía de 0 a 1, donde 0 corresponde a unas condiciones totalmente inhóspitas y 1 un ambiente perfecto para la producción primaria. Depende de la temperatura superficial y de la humedad relativa —normalmente calculada a partir de la densidad atmosférica estimada—.[139]
- HZD (Habitable Zone Distance): Mide la distancia respecto al centro de la zona habitable en términos relativos. Varía de –1 —confín interno de la zona— a +1 —confín externo—, donde 0 corresponde al centro de la zona. Este valor depende de la luminosidad estelar, de la temperatura superficial de la estrella y del semieje mayor de la órbita planetaria.[140]
- HZC (Habitable Zone Composition): Muestra la composición principal del planeta, en función de la masa y/o radio de este. Valores cercanos a 0 representan probablemente una combinación de hierro, roca y agua similar a la terrestre; valores inferiores a –1 a objetos astronómicos compuestos principalmente de hierro; y valores superiores a +1 a planetas gaseosos.[141]
- HZA (Habitable Zone Atmosphere): Es una estimación de la densidad atmosférica. Depende principalmente de la masa y radio del planeta. Los objetos astronómicos con HZA cercano a -1 probablemente tendrán atmósferas muy tenues o inexistentes, mientras que aquellos con valores mayores que +1 posiblemente sean gigantes gaseosos. Valores entre –1 y 1 indican una densidad atmosférica más tolerable para la vida, aunque el 0 no representa necesariamente el óptimo.[142]
- CTHP (Clasificación Térmica de Habitabilidad Planetaria): Asigna el lugar que ocupa el planeta en la clasificación térmica de habitabilidad planetaria:[143]

- Hipopsicroplaneta (hP): Muy frío, por debajo de los –50 °C.
- Psicroplaneta (P): Frío, entre –50 y 0 °C.
- Mesoplaneta (M): Con temperaturas intermedias, entre 0 y 50 °C.
- Termoplaneta (T): Cálido, entre 50 y 100 °C.
- Hipertermoplaneta (hT): Muy cálido, por encima de 100 °C.

- TipoE (Tipo de Estrella): Clasifica los objetos según el tipo de estrella a la que orbitan.

#### Lista
| #   | Nombre        | IST  | SPH  | HZD   | HZC   | HZA   | Temp (°C) | Masa (M⊕) | Radio (R⊕) | CTHP          | TipoE | Periodo orbital | Distancia  | Año desc.    |
| --- | ------------- | ---- | ---- | ----- | ----- | ----- | --------- | --------- | ---------- | ------------- | ----- | --------------- | ---------- | ------------ |
| N/d | Tierra        | 1.00 | 0.72 | -0.50 | -0.31 | -0.52 | 14 °C     | 1 M⊕      | 1 R⊕       | mesoplaneta   | G     | 365.26 días     | 0          | prehistórico |
| 1   | Kepler‑438b   | 0.88 | 0.50 | -0.94 | -0.17 | -0.49 | 37.45 °C  | 1.27 M⊕   | 1.12 R⊕    | mesoplaneta   | K     | 35.23 días      | 472.9 al.  | 2015         |
| 2   | Kepler‑296e   | 0.85 | 0.75 | -0.87 | -0.16 | 0.04  | 33.45 °C  | 3.32 M⊕   | 1.48 R⊕    | mesoplaneta   | M     | 34.14 días      | 1692.8 al. | 2015         |
| 3   | Gliese 667 Cc | 0.84 | 0.64 | -0.62 | -0.15 | 0.21  | 13.25 °C  | 3.80 M⊕   | 1.54 R⊕    | mesoplaneta   | M     | 28.14 días      | 23.6 al.   | 2011         |
| 4   | Kepler‑442b   | 0.84 | 0.04 | -0.34 | -0.16 | -0.06 | -2.65 °C  | 2.34 M⊕   | 1.34 R⊕    | psicroplaneta | K     | 112.31 días     | 1115.5 al. | 2015         |
| 5   | Kepler-62e    | 0.83 | 0.96 | -0.70 | -0.15 | 0.28  | 28.45 °C  | 4.54 M⊕   | 1.61 R⊕    | mesoplaneta   | K     | 122.39 días     | 1200.3 al. | 2013         |
| 6   | Kepler‑452b   | 0.83 | 0.93 | -0.61 | -0.15 | 0.30  | 29.35 °C  | 4.72 M⊕   | 1.63 R⊕    | mesoplaneta   | G     | 384.84 días     | 1402.5 al. | 2015         |
| 7   | Gliese 832 c  | 0.81 | 0.96 | -0.72 | -0.15 | 0.43  | 21.55 °C  | 5.40 M⊕   | 1.69 R⊕    | mesoplaneta   | M     | 35.68 días      | 16.1 al.   | 2014         |
| 8   | K2-3 d        | 0.80 | 0.00 | -1.00 | -0.15 | 0.06  | 48.95 °C  | 3.66 M⊕   | 1.52 R⊕    | mesoplaneta   | M     | 44.56 días      | 146.8 al.  | 2015         |
| 9   | Kepler-283c   | 0.79 | 0.85 | -0.58 | -0.14 | 0.69  | 17.95 °C  | 7.04 M⊕   | 1.81 R⊕    | mesoplaneta   | K     | 92.74 días      | 1741.7 al. | 2014         |
| 10  | Tau Ceti e    | 0.78 | 0.00 | -0.92 | -0.15 | 0.16  | 49.75 °C  | 4.29 M⊕   | 1.59 R⊕    | mesoplaneta   | G     | 168.12 días     | 11.9 al.   | 2012         |

### Teorías

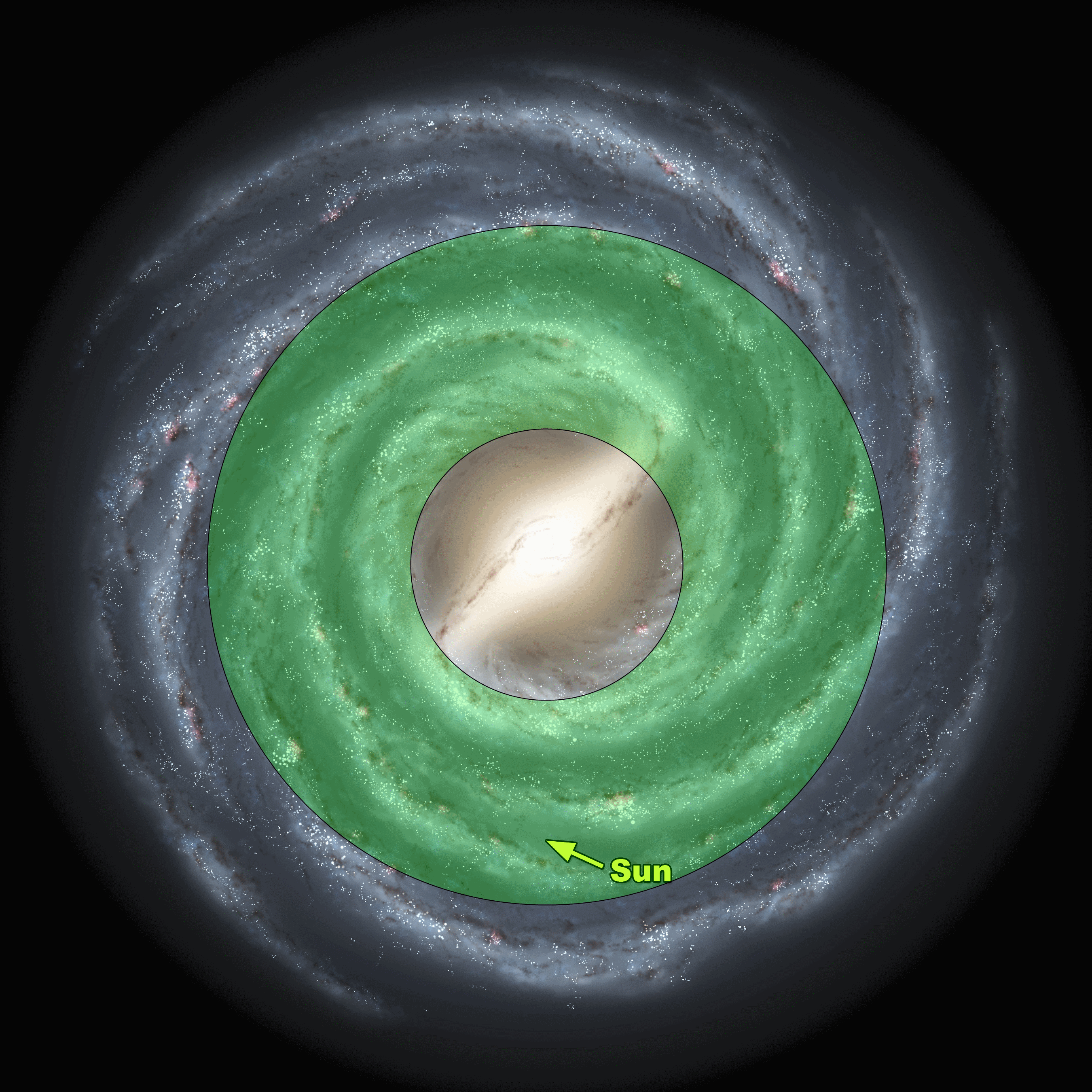
La zona galáctica habitable forma un anillo entre 4 y 10 kpc del centro de la galaxia

Durante años, los expertos han debatido la frecuencia con la que aparecen los análogos terrestres, surgiendo dos vertientes claramente diferenciadas: la hipótesis de la Tierra especial y el principio de mediocridad copernicano. Los partidarios de la primera argumentan que la presencia de vida compleja en un cuerpo planetario es fruto de grandes coincidencias estadísticas y que, para que pueda darse, se necesita un «Júpiter» que capture la mayor parte de los cometas y asteroides que se dirijan a los planetas interiores del sistema, un satélite de considerables proporciones, la ubicación en la «zona de habitabilidad galáctica» y una tectónica de placas; con independencia de los otros elementos mencionados anteriormente. Esta teoría ha sufrido importantes críticas, que la consideran excesivamente restrictiva e influida por hipótesis creacionistas. En los últimos años, numerosos expertos han demostrado mediante cálculos y simulaciones como parte de los principios clave de la hipótesis de la Tierra especial podrían ser erróneos.
Por el contrario, los seguidores del principio de mediocridad en exoplanetología afirman que la vida compleja es común en el universo. Entre sus más famosos defensores destaca el astrónomo Frank Drake, que en 1961 desarrolló una ecuación capaz de estimar el número de planetas habitados por seres inteligentes en la galaxia. Según sus propios cálculos, podrían existir entre mil y cien millones de civilizaciones tan solo en la Vía Láctea. Posteriormente, sus estimaciones se consideraron erróneas, propias de una época en la que los valores de gran parte de las incógnitas de la ecuación eran totalmente desconocidos. No obstante, el principio de mediocridad sí ha demostrado ser la pauta habitual en cosmología, fruto del alto número de estrellas en la galaxia y de galaxias en el universo.
Partiendo de los datos de la misión Kepler, los astrónomos estimaron en noviembre de 2013 que existen 40 000 millones de análogos terrestres tan solo en la Vía Láctea —de ellos, 11 000 millones orbitan a estrellas similares al Sol—. Estas cifras supondrían, estadísticamente, que el exoplaneta habitable más cercano podría estar a tan solo 12 años luz de distancia. Estos datos no aclaran cuál de las dos posturas se aproxima más a la realidad, pero demuestran que los planetas que reúnen las condiciones básicas de habitabilidad de la Tierra son comunes en la galaxia.
La postura de la mayor parte de los astrónomos se sitúa entre ambos extremos. Se cree que el número real de civilizaciones presentes en la Vía Láctea es muy inferior a los millones estimados por Frank Drake y que posiblemente estén muy distantes entre sí como para permitir la comunicación entre ellas, pero consideran que la vida microbiana e incluso compleja debe de ser común. En el futuro, las nuevas herramientas de investigación exoplanetaria podrán arrojar cifras más ajustadas a la realidad.

## Planetas superhabitables
Los hallazgos de los últimos años a través de las observaciones del telescopio Kepler han sorprendido a los expertos. Los extremos exoplanetarios parecen situarse muy por encima de los récords del sistema solar en todos los ámbitos, y los investigadores desarrollan constantemente nuevos modelos para predecir la clase de planetas que podrían descubrirse en el futuro —por ejemplo, planetas-océano, de carbono, etc.—. En enero de 2014, los astrofísicos René Heller y John Armstrong publicaron los resultados de una extensa investigación en Astrobiology, donde predecían la posible existencia de planetas «superhabitables», objetos de masa planetaria similares a la Tierra que serían incluso más aptos para la vida que los análogos terrestres.

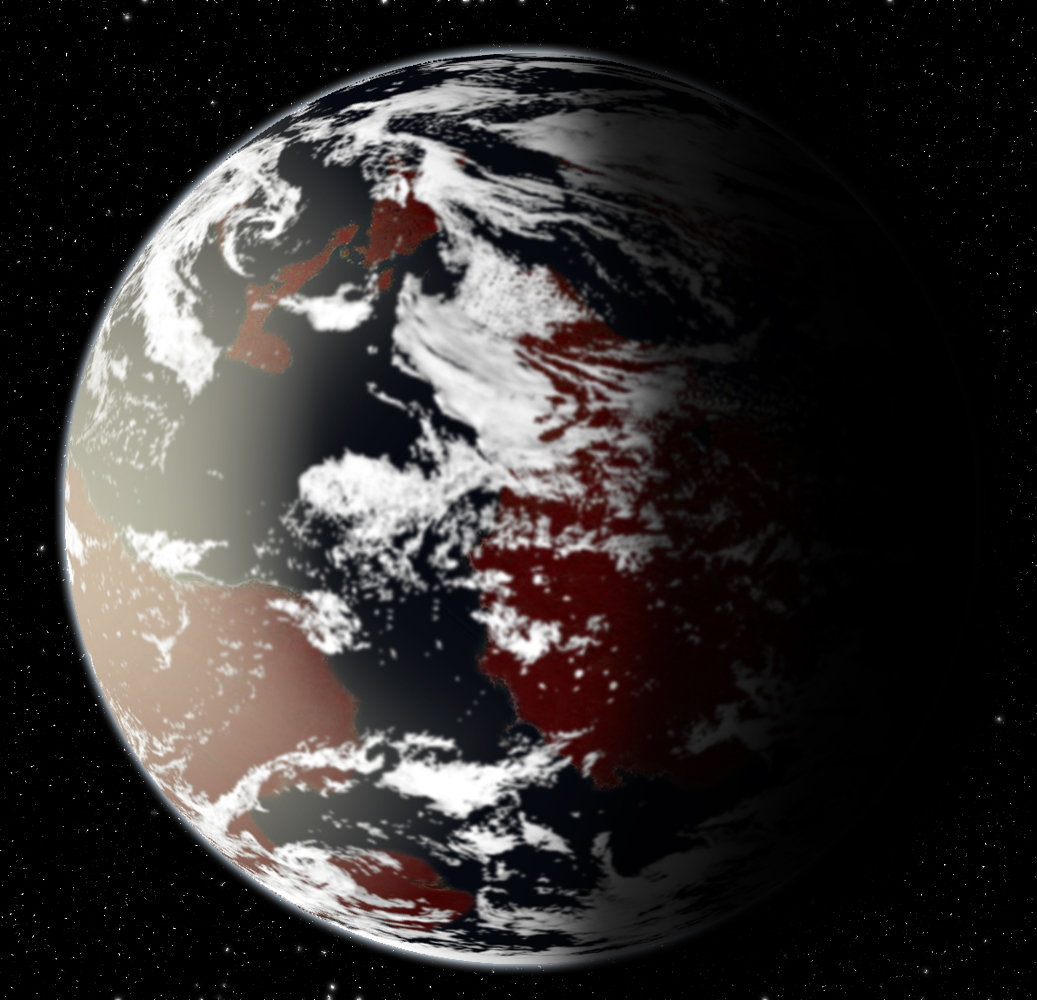
Impresión artística de un exoplaneta con unas condiciones similares a las que podría presentar Kepler-442b

El Laboratorio de Habitabilidad Planetaria —en inglés, PHL— de la Universidad de Puerto Rico en Arecibo ha creado una serie de ratios adicionales al IST que estiman las condiciones que pueden presentarse en un exoplaneta a partir de la información disponible, asignando a su vez el valor correspondiente para la Tierra. El máximo IST alcanzable se corresponde con el valor 1 de nuestro planeta y cualquier cuerpo planetario con una calificación similar sería considerado como un gemelo de la Tierra, a expensas de nuevas observaciones. Sin embargo, la propia Tierra no alcanza el óptimo en el resto de baremos. Por ejemplo, solo obtiene un valor de 0.72 para la «habitabilidad primaria común», definida como la «capacidad para sustentar la vida vegetal», por su atmósfera relativamente escasa. Tampoco alcanza la mejor puntuación en «distancia respecto al centro de la zona habitable» (-0.5), ya que se encuentra desplazada hacia el confín interno de esta región.
Entre los exoplanetas cuya existencia ha podido ser confirmada, hay varios que superan a la Tierra en algunos de estos apartados. Por ejemplo, Kepler-442b se sitúa más próximo al centro de la zona habitable de su estrella que la Tierra y se estima que la densidad atmosférica correspondiente a un cuerpo de sus características sería más adecuada para la vida. No obstante, su temperatura media lo convierte en un psicroplaneta, posiblemente demasiado frío como para superar las condiciones de habitabilidad de la Tierra a no ser que su composición atmosférica haga que sea más cálido de lo previsto.
Otros factores en los que la habitabilidad de la Tierra puede verse superada son el tipo estelar, el campo magnético, la profundidad media de sus océanos y la tectónica de placas. Las estrellas tipo K, también conocidas como enanas naranjas, son menos luminosas que las de tipo G como el Sol, pero su ciclo vital es notoriamente superior. Además, tienen la suficiente masa como para superar los problemas de cara a la habitabilidad que presentan las enanas rojas, por lo que podrían ser más adecuadas para sustentar vida que los análogos solares. En cuanto a la tectónica de placas, los modelos de Heller y Armstrong predicen que los cuerpos con masas próximas a 2 M⊕ pueden desempeñar mejor esta actividad geológica. Además, al ser más masivos, es probable que tengan un campo magnético mayor que les ofrezca una mejor protección frente al viento estelar y que su atmósfera sea más densa que la terrestre sin alcanzar los extremos de Venus. Por último, la profundidad media de los océanos de la Tierra no favorece la presencia de vida marina, más abundante y diversa en regiones poco profundas. Planetas con unos océanos de menor profundidad podrían ser más aptos para la vida.
A raíz de estas hipótesis, Heller y Armstrong proponen el uso de un término, «mundos superhabitables», para definir a aquellos planetas que presentan unas condiciones para la vida mejores que las de la Tierra. Se estima que su apariencia y características serían semejantes a las de un análogo a la Tierra, pero su IST no alcanzaría valores extremadamente próximos a 1 como consecuencia de sus sutiles diferencias, aunque sí relativamente cercanos. Por el momento, no se ha descubierto ningún exoplaneta confirmado o candidato capaz de reunir todas las características propias de un mundo superhabitable.

## Terraformación

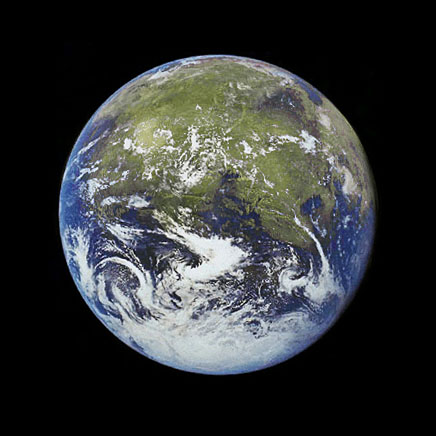
Representación artística de Marte terraformado

La terraformación de un planeta, satélite u otro cuerpo celeste, es un proceso hipotético de modificación deliberada de la atmósfera, temperatura y topografía superficial; para adaptarlo a las exigencias de la vida en la Tierra.
La terraformación permitiría a la humanidad colonizar a gran escala un planeta salvando las grandes distancias del espacio interestelar. Expertos de todo el mundo han desarrollado técnicas teóricas para acometer este proceso en los candidatos más cercanos, Marte y Venus. Con las modificaciones necesarias, Venus podría llegar a convertirse en un análogo a la Tierra tras un proceso considerablemente más largo y costoso que el marciano. Marte, con una masa muy por debajo de la terrestre, no podría alcanzar este estado y cualquier proceso de esa índole sería temporal. Eventualmente perdería su atmósfera como consecuencia de su menor gravedad y magnetosfera.
Es posible que en sistemas estelares cercanos existan planetas no aptos para la vida que requieran muy pocos cambios para ser habitables, resultando en un proceso más económico y asequible con grandes posibilidades para la humanidad. En cualquier caso, la tecnología actual no permite realizar tales modificaciones en las condiciones de un planeta a la escala necesaria y posiblemente sea un proceso fuera del alcance del ser humano hasta dentro de varias décadas e incluso siglos.

## Un nuevo hogar
El siguiente paso lógico tras detectar, confirmar y analizar debidamente las condiciones de un análogo a la Tierra, sería enviar sondas espaciales para estudiarlo en profundidad y obtener imágenes superficiales y, posteriormente, proyectar misiones tripuladas. Incluso si el gemelo de la Tierra más próximo se encontrase a pocas decenas de años luz, el viaje sería imposible de acometer con los medios disponibles en la actualidad. La nave más rápida enviada por el ser humano al espacio, la Voyager 1, viaja a 1/18 000 de la velocidad de la luz. A esa velocidad, tardaría 76 000 años en llegar a Próxima Centauri, la estrella más cercana (4.23 años luz). Con la tecnología actual, sería posible desarrollar en pocos años una nave de propulsión nuclear de pulso que redujese el tiempo de recorrido a menos de un siglo, pero para llegar a los exoplanetas habitables más próximos se necesitarían cientos o incluso miles de años.

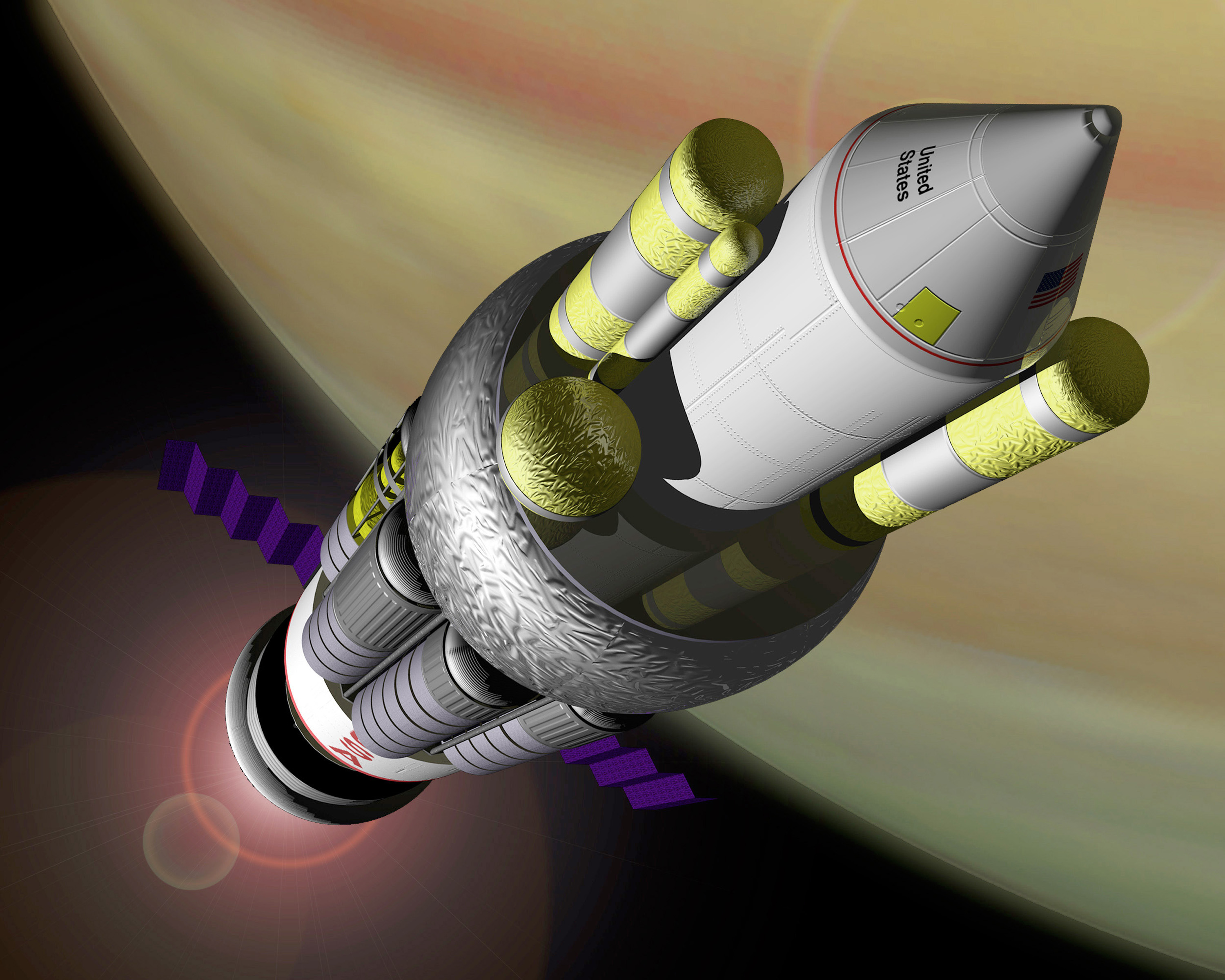
Concepción artística del Proyecto Orión de la NASA.

Un viaje de tal duración tendría graves problemas para la tripulación como la exposición prolongada a la ingravidez, además de superar con creces el tiempo de vida de la tripulación. Sería necesario recurrir a naves generacionales, animación suspendida, o a embriones congelados incubados en la propia nave. Tales medios requerirían importantes avances científicos.
Otra alternativa sería desarrollar nuevos motores que redujesen sustancialmente el tiempo de viaje. Los cohetes de fusión podrían alcanzar hasta un 10 % de la velocidad de la luz, frente al 3 % ofrecido por la propulsión nuclear de pulso. Los ramjets interestelares y, especialmente, los cohetes de antimateria alcanzarían velocidades cercanas a las de la luz, donde la dilatación temporal reduciría considerablemente el tiempo de viaje para los tripulantes. Las naves de empuje por curvatura podrían alcanzar velocidades superlumínicas deformando el espacio-tiempo para «acercar» el punto de destino. Los científicos están trabajando actualmente con tecnología de fusión nuclear en el proyecto ITER, pero su uso cotidiano está lejos de lograrse, y más aún su utilización en motores espaciales. El resto de alternativas pueden no ser viables hasta dentro de varios siglos o milenios, si alguna vez llegan a serlo.
El documental Evacuar la Tierra, emitido por National Geographic en diciembre de 2012, propone el uso de una nave generacional gigante construida en el espacio e impulsada por propulsión nuclear de pulso. La nave rotaría sobre sí misma creando una sensación de gravedad que podría reducir el impacto de largos periodos de ingravidez. Es posible que la combinación de varios de los elementos descritos anteriormente sea la solución a este tipo de viajes.
Las colonias humanas diseminadas por la Vía Láctea se encontrarían prácticamente incomunicadas con la Tierra, ya que cualquier mensaje enviado o recibido tardaría años, décadas y hasta siglos en recorrer las enormes distancias espaciales. Deberían ser totalmente autónomas y estar preparadas para asumir cualquier contingencia sin recibir ayuda externa.
El físico Stephen Hawking expresó la opinión de que las colonias en análogos a la Tierra garantizarían la supervivencia del ser humano más allá del próximo milenio.